# Anacroneuria anchicaya
Anacroneuria anchicaya är en bäcksländeart som beskrevs av Martha Lucia Baena och Maria del Carmen Zúñiga 1999. Anacroneuria anchicaya ingår i släktet Anacroneuria och familjen jättebäcksländor. Inga underarter finns listade i Catalogue of Life.